# الهان رسول‌اف
الهان رسول‌اف (ترکی آذربایجانی: Elhan Rasulov؛ زادهٔ ۲۶ مارس ۱۹۶۰) بازیکن فوتبال اهل اتحاد جماهیر شوروی سوسیالیستی است.
از باشگاه‌هایی که در آن بازی کرده‌است می‌توان به باشگاه فوتبال زسکا خاباروفسک، باشگاه فوتبال کارپاتی لویو، و باشگاه فوتبال نفتچی باکو اشاره کرد.